# Faule
Faule (pronuncia IPA: /ˈfaule/, Fàule in piemontese) è un comune italiano di 468 abitanti della provincia di Cuneo in Piemonte.
Sorge sulla sponda destra del fiume Po, ai confini con la Città metropolitana di Torino, lungo la strada direttrice che porta da Saluzzo a Torino; è sede di un castello risalente al XIV secolo e conserva alcuni edifici di epoca medioevale. I primi insediamenti risalgono all'anno 1000, dopo la bonifica della zona paludosa a opera dei monaci benedettini. 
Il comune fa parte del Parco del Monviso e rientra nella Riserva della biosfera UNESCO del Monviso.

## Geografia fisica

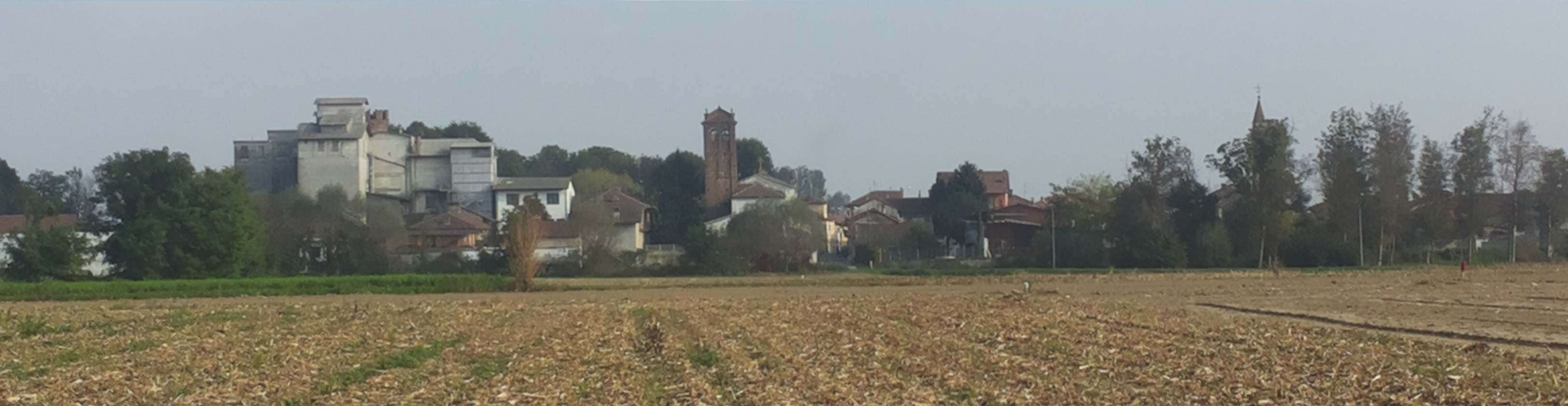
Faule vista da Regione Bonavero (Bonavè)

Sorge geograficamente nella piana tra il Po e il Varaita, nella regione agraria n. 15 della "Pianura di Saluzzo". Il paese è inoltre attraversato dalla bealera del Mulino, intubata in un tratto al centro del paese.
Nel Settecento il Varaita scorreva tra Faule e Polonghera, nella zona denominata delle Vraittine (che prende proprio il nome dalla forma piemontese del nome del fiume, Vraita) e segnava il confine comunale. Il corso fu poi deviato, ma ancora nella prima metà del Novecento era riconoscibile il vecchio alveo del fiume, poi progressivamente livellato.
Il territorio comunale faulese ha un'exclave situata sulla sponda sinistra del Po, tra i territori di Pancalieri e Casalgrasso. Il punto di minore altitudine è di 241,7 m s.l.m., presso regione Ghiare, ai confini con Pancalieri; il punto più alto è di 251 m s.l.m. ed è situato nei pressi dei confini meridionali del territorio faulese, presso Regione Pasco. L'altitudine media è di 246 m s.l.m.
Faule confina a nord con Pancalieri, a nord-ovest con Villafranca Piemonte, a nord-est (tramite l'exclave) con Casalgrasso, ad est con Polonghera e a sud con Moretta.

### Lago di Capalla

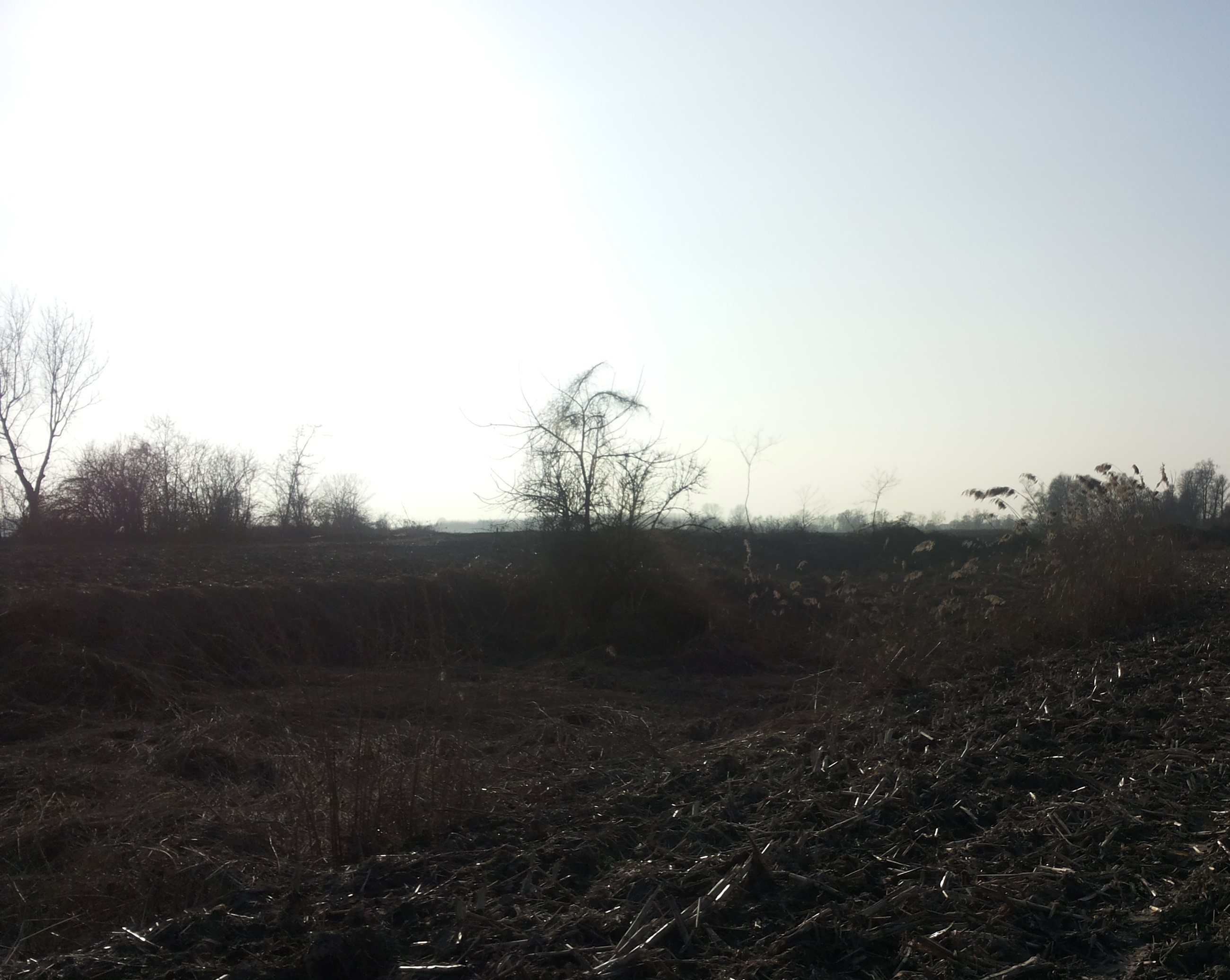
Area dove un tempo si trovava il lago di Capalla (Gourch)

Nel territorio comunale si trovava il lago di Capalla (Lac ëd Capàla in piemontese) che si prosciugò tra gli anni 1970-1980, dopo un periodo di siccità. Era l'unico lago naturale di pianura dell'antica provincia di Saluzzo ed era una riserva di pesca regolamentata dal comune. Del vecchio bacino sopravvive una depressione nel terreno, del quale una parte è coltivata, mentre l'altra è paludosa ed ospita una fauna tipica delle aree umide. Diverse fonti antiche ne parlano: la statistica della provincia di Saluzzo del 1883 riporta che la sua ampiezza massima raggiunse circa 9.600 m², mentre la profondità arrivava a 7 metri. Il dizionario geografico del Casalis del 1840 quantifica la grandezza del lago in circa 10.780 m².
Nel Novecento, osservando l'inaridimento del lago, si provò a "rafforzarlo" deviandovi come immissario la bealera del Mulino; l'eccessivo abbassamento della falda sottostante (che pure era collegata al Po) rese bensì inesorabile lo svuotamento del bacino, che dagli anni 1980 si riempie solo occasionalmente, ad esempio nei periodi di piena del Po (come nel 2016), fino a circa mezzo metro di profondità, per poi svuotarsi molto velocemente.

### L'exclave

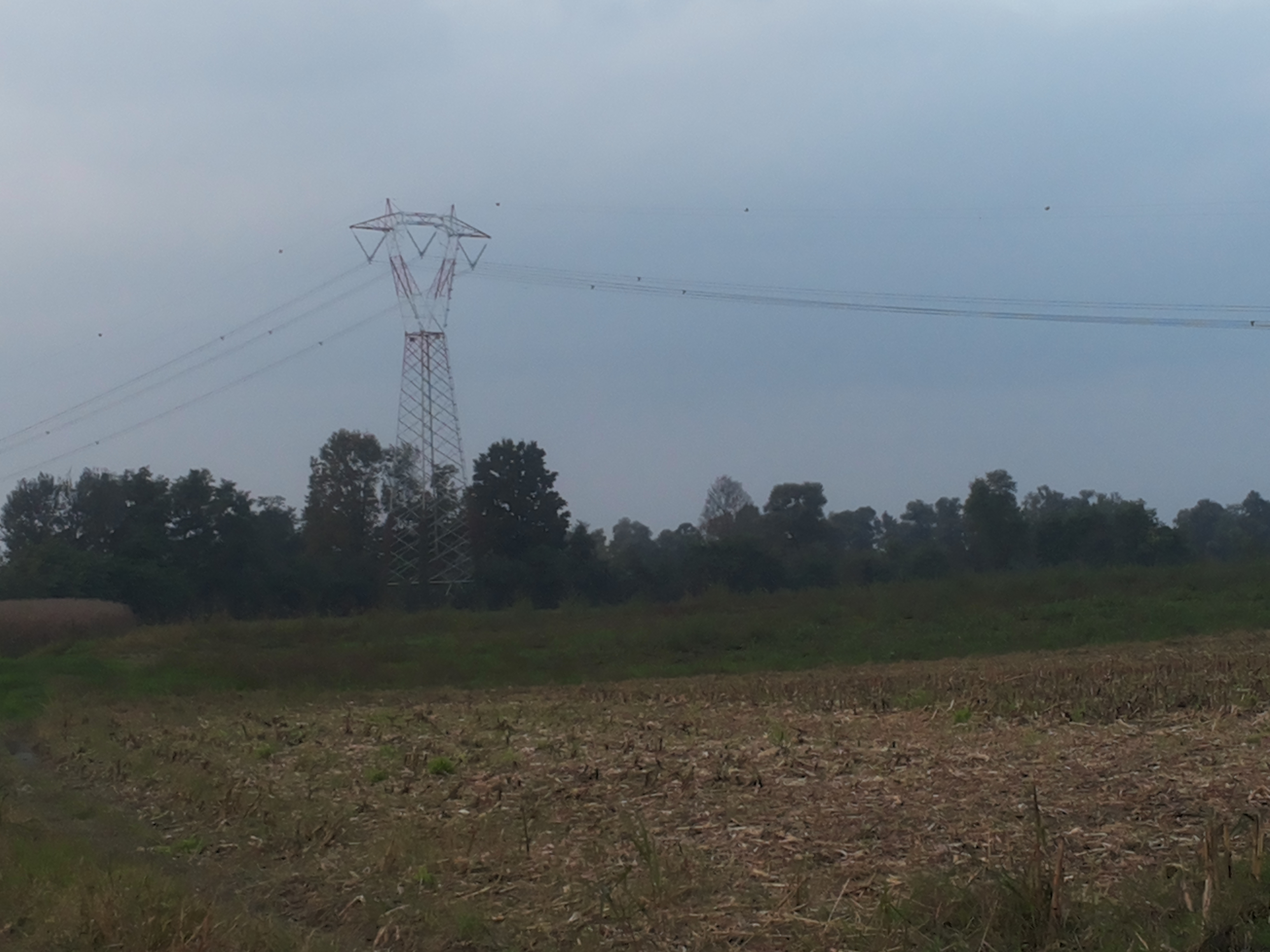
Vista dell'Exclave

Il comune di Faule possiede una piccola exclave, grande circa 0,24 km² (pari a circa 60 giornate piemontesi) situata tra i comuni di Pancalieri, Polonghera e Casalgrasso. Questo lembo di terra è disabitato, di vocazione agricola, e dagli anni '60 del XX secolo è attraversato dal Po, che vi è stato deviato.

## Origini del nome
Il nome di Faule deriva da Fagus, ovvero "faggio"; il territorio comunale doveva infatti essere un fagale, ossia una "selva di faggi". In un atto del 1040 il nome Fagulae fu semplificato in phale, dopodiché sono attestate le forme Faloa, Faulae e infine Faule. 

## Storia

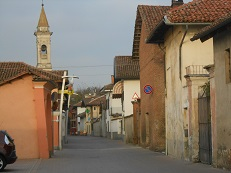
Via Severino Casana, la via principale del centro storico (Via Casan-a)

### Medioevo
Le prime menzioni di Faule risalgono al 1040 in un atto dell'abbazia San Silano di Romagnano, con il toponimo Fagulae. A quei tempi il comune era sotto il dominio dei marchesi di Susa e successivamente passò ai Marchesi Del Vasto, di Saluzzo. Nel 1163 Federico I lo donò ai Romagnani che quattro secoli dopo lo cedettero ai Provana, poi ai Gonteri, ai Doria del Maro ed infine ai Casana.

### Periodo del fascismo e seconda guerra mondiale

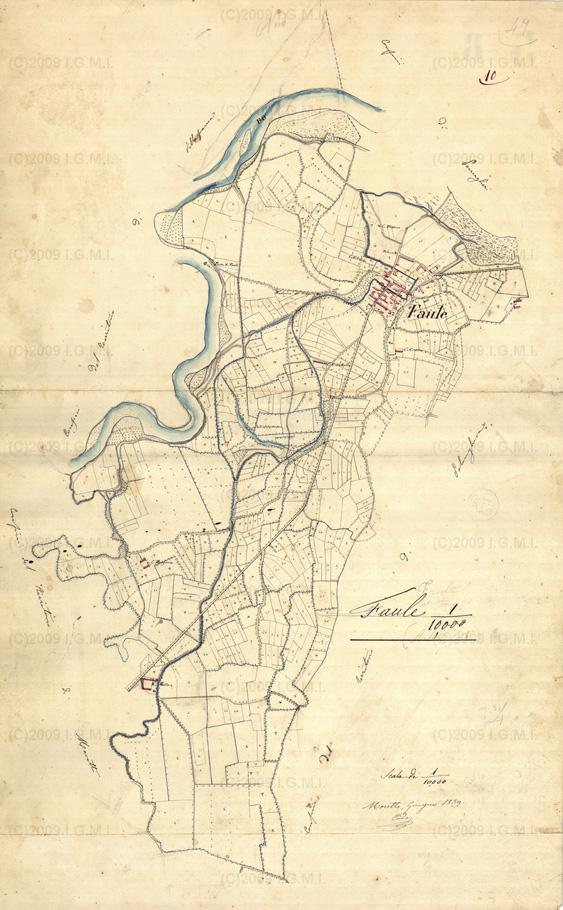
Mappa catastale di Faule del 1830

Nell'epoca fascista il regime obbligò vari piccoli comuni ad accorparsi con quelli più grandi: pertanto nel 1928 Faule fu accorpato a Polonghera. La comunità di Faule lamentò di aver subito vari soprusi, quali la distruzione di parte dell'archivio comunale e l'imposizione della "supremazia" polongherese; in questo periodo fu però costruita la scuola elementare.
Alla fine della seconda guerra mondiale Faule Faule tornò ad essere un comune autonomo in virtù della legge nr. 1123 del 4 agosto 1951, che ratificò 247 decreti legislativi emanati dall'Assemblea Costituente per ridisegnare la geografia amministrativa dei comuni italiani.<ref> 

### Ripresa e successivo declino
Nell'immediato dopoguerra Faule conobbe una certa crescita socio-economica, ma negli anni sessanta si registrò un declino, molte attività commerciali del paese chiusero e le osterie da tre che ne rimase solo una.

### Simboli
Lo stemma comunale è stato adottato nel 1856 con delibera municipale:
Si tratta di un'arma alludente: il faggio dà origine al toponimo, lo specchio d'acqua ricorda l'ormai estinto lago di Capalla, il motto latino è traducibile come "nel verde la virtù". All'atto pratico, il comune risulta adottare una versione dello stemma difforme rispetto alla blasonatura ottocentesca: il campo si presenta azzurro anziché argento e il capo vaio presenta una tinta tendente all'arancione (non contemplata dall'araldica italiana) e manca del tutto della componente aurea.
Il gonfalone è un drappo di azzurro: la versione in uso presso l'ente presenta degli inusuali ricami dorati, laddove per i comuni è previsto l'impiego dell'argento.

## Monumenti e luoghi d'interesse

### Architetture religiose

#### Chiesa parrocchiale di Faule

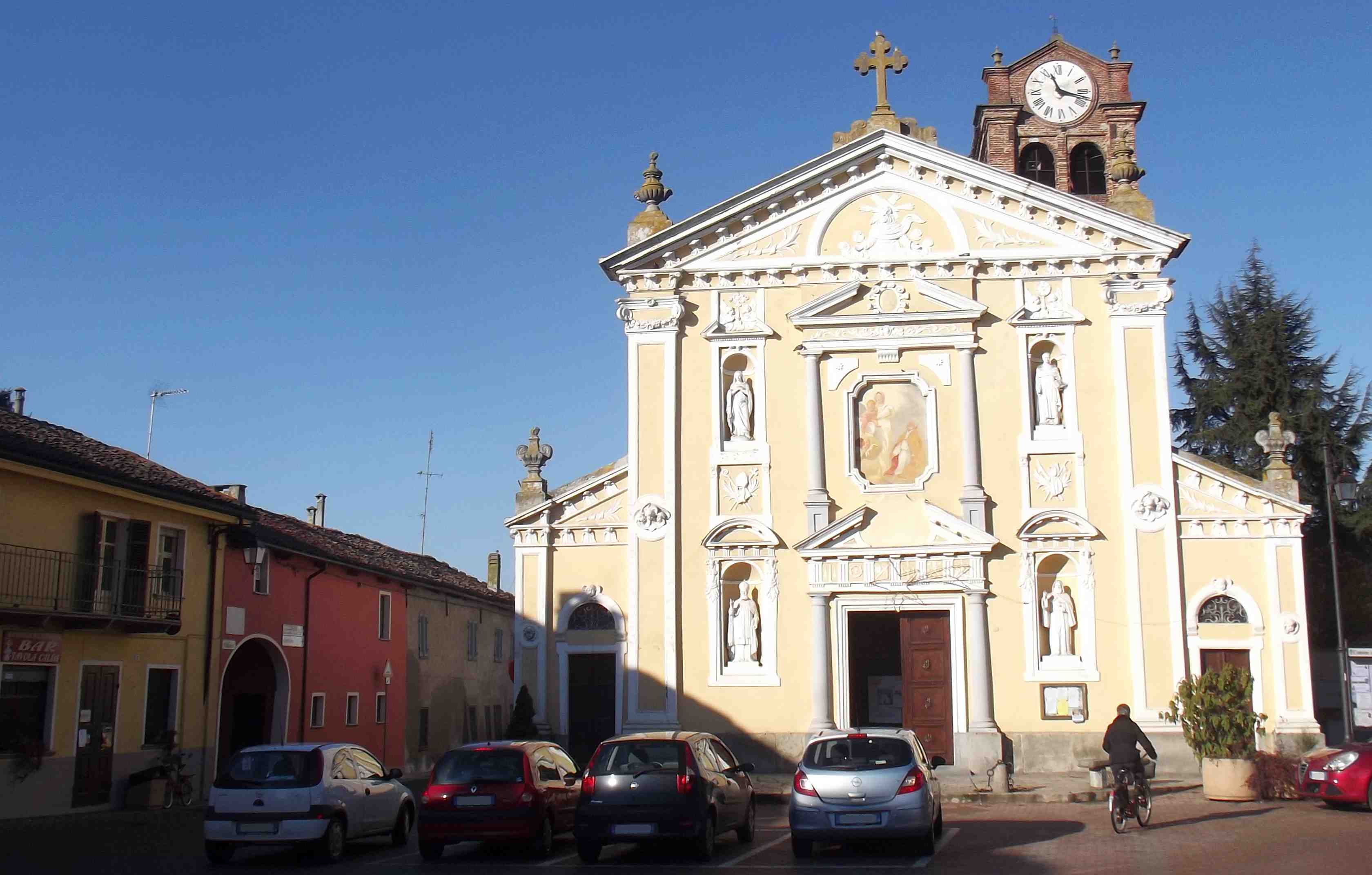
La chiesa parrocchiale (La Gèsia)

La chiesa parrocchiale del paese, situata in piazza Castello, è dedicata a san Biagio ed è stata costruita nel 1606 su committenza dei signori Provana. L'edificio ha sostituito il vecchio tempio, ubicato in regione Braidetta, a ridosso di via Monera, e dedicato a santa Maria della Stella.

#### Confraternita di San Rocco

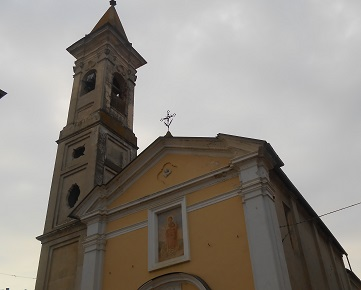
Confraternita di San Rocco (San Roch)

La confraternita di San Rocco, dedicata inizialmente ai santi Rocco e Sebastiano, è situata nella via principale del paese ed è stata costruita nel 1720.

#### Santuario della Beata Vergine del Lago

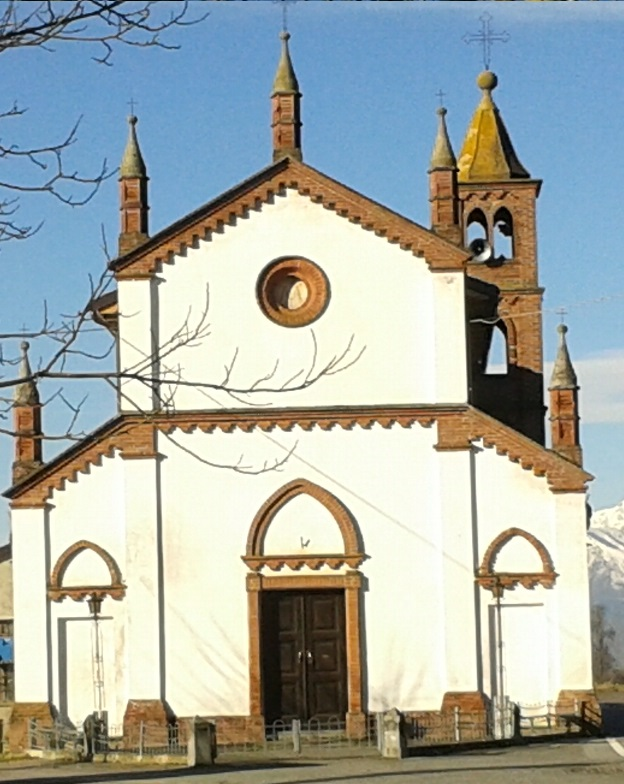
Santuario della Madonna del Lago (Madòna del Lac)

Il santuario della Madonna del Lago, ristrutturato nel 1948, si trova in via Villafranca Piemonte. Non si conosce la data di costruzione, ma pare che precedentemente in quel luogo sorgesse un pilone votivo. Tra il 2013 e il 2015 il santuario è stato ristrutturato.

### Architetture civili

#### Il castello di Faule

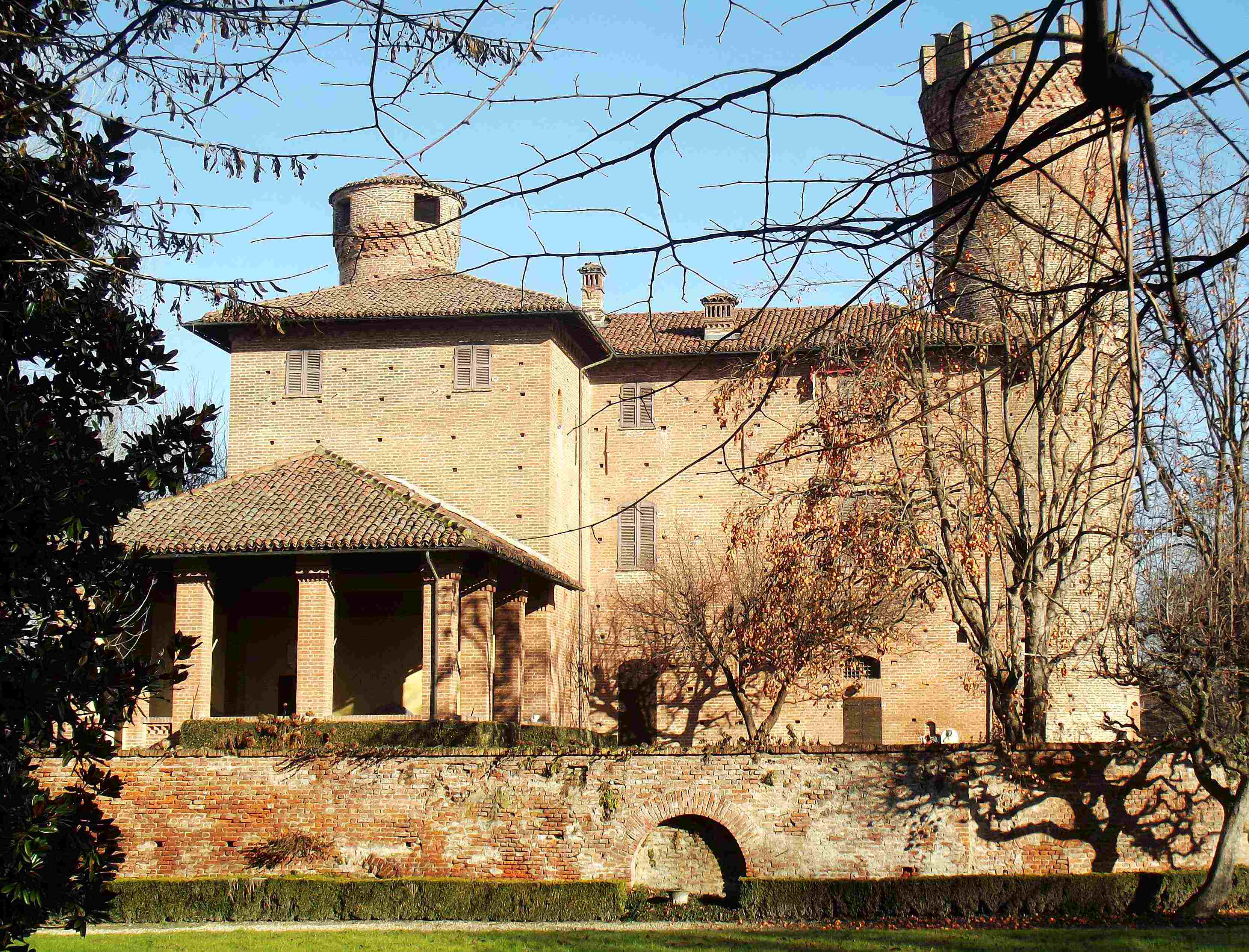
Il castello (Ël Castèl)

Il castello è di origini trecentesche ed è considerato esemplare dell'architettura delle fortezze nella zona agricola del basso Piemonte.. Sorge sul sito di un antico fortilizio demolito nel 1780; di quell'antica struttura (che fu anche una piazzaforte sabauda il 17 giugno 1577) sopravvivono solo le torri più basse.

### Monumenti

#### Monumento ai Caduti e Dispersi nelle guerre di Faule
Il monumento agli Alpini faulesi morti nelle guerre mondiali fu eretto nel 1981 a ridosso del muro di cinta del castello, nell'omonima piazza.

#### Monumento dell'Avis
Costruito nel 1999 e originariamente collocato lungo via Monera, è stato poi spostato davanti al parco giochi, a ridosso della nuova via dedicata ai donatori di sangue.

## Società

### Evoluzione demografica
(Goffredo Casalis, Abate e storico saluzzese)
Abitanti censiti

### Etnie e minoranze straniere
Secondo i dati del Corriere di Savigliano, derivanti dal Comune di Faule, al 31 dicembre 2016 i cittadini stranieri residenti a Faule risultavano essere 25.

### Lingue e dialetti
A Faule oltre che l'italiano, una consistente parte degli abitanti parla il piemontese.

### Religione
A Faule è praticata la Religione cattolica, unica confessione avente luoghi consacrati al culto. La religiosità locale dedica particolare venerazione a santa Teodora, san Celestino, santa Reparata, san Biagio, Beata Maria Vergine del Lago, san Rocco e Sebastiano, santa Rita, sant'Anna e Gioacchino, sant'Alasia e sant'Antonio.

## Cultura
A Faule è attiva dal 2005 la biblioteca comunale, situata in via Severino Casana, nell'antica sede del Comune.

## Economia
Faule ha una lunga tradizione nell'agricoltura: vi si coltivano mais, grano, menta, colza e soia. 
In periferia sono presenti alcune industrie metallurgiche, oltre ad attività impegnate nel settore dei servizi. 

## Geografia antropica

### Località
Faule, oltre al centro storico, comprende tre località distaccate, definite ufficialmente nello statuto comunale "agglomerati".

#### Cascina Motta

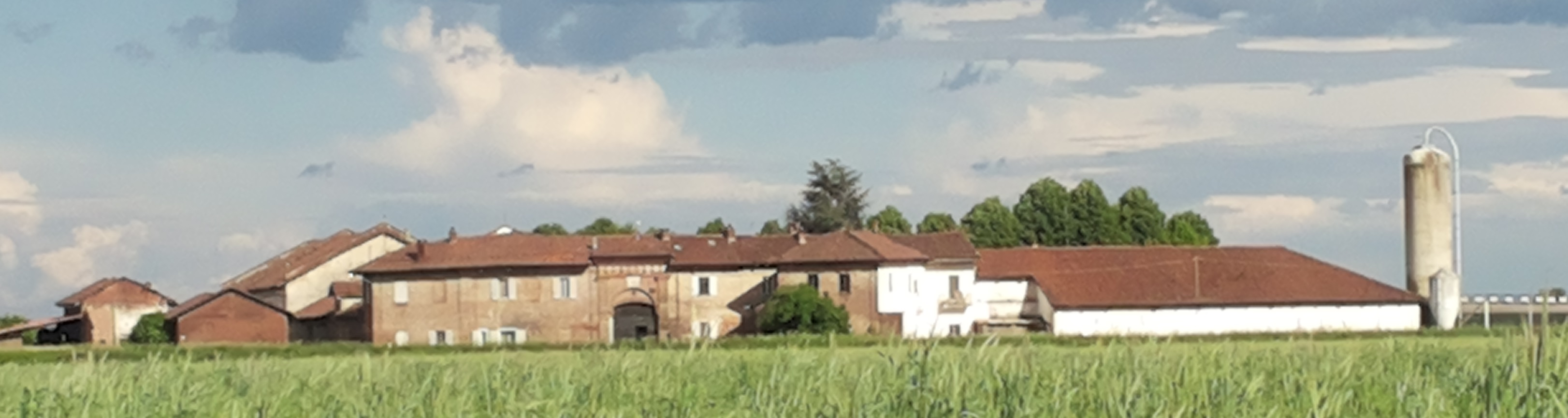
Cascina Motta (La Mòta)

La Cascina Motta (La Mòta in piemontese) si trova al confine con il comune di Moretta, in direzione sud, a ridosso della provinciale Saluzzo-Torino.

#### Il Porto

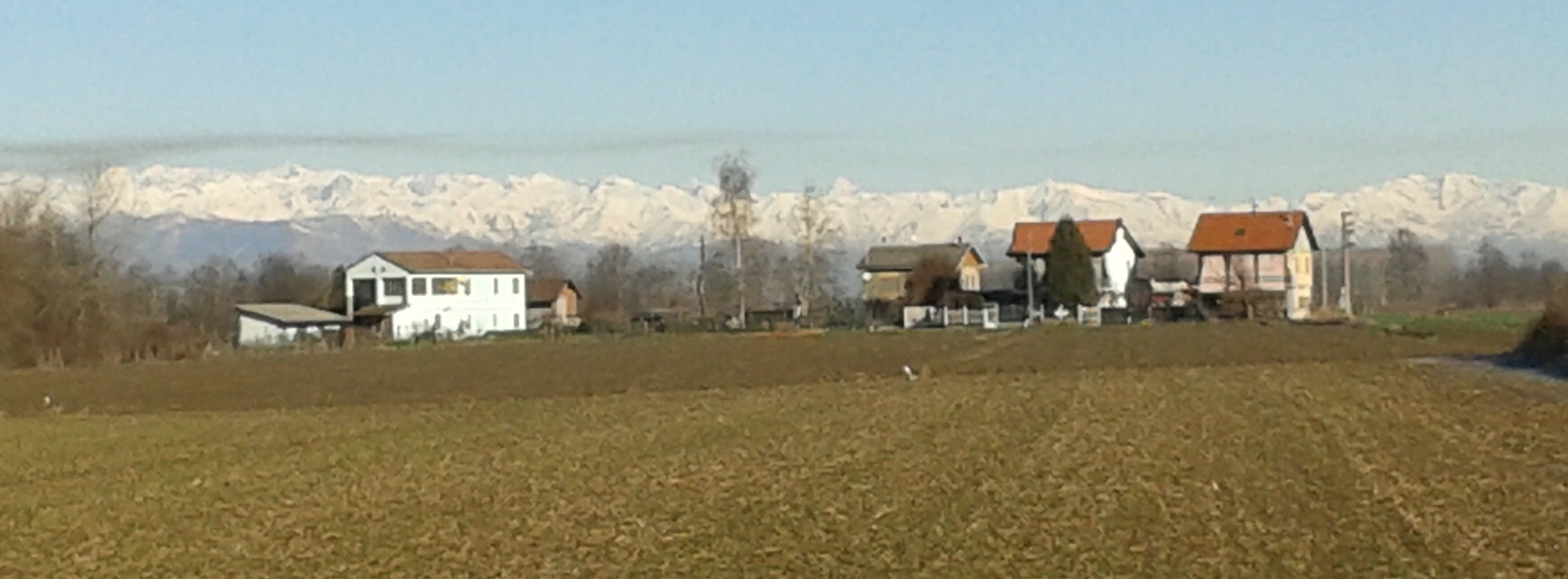
Il Porto o Port (Port)

Il Porto o Port (El Port in piemontese) si trova a ridosso del fiume Po in direzione Villafranca, nella zona geografica denominata Capriolo, nelle vicinanze della confluenza del Torrente Pellice nel Po. Il nome "Porto" deriva dall'antica presenza di un porticciolo fluviale, ove si attraversava il Po con i barconi per raggiungere la sponda di Villafranca Piemonte. Negli ultimi anni di attività del porto furono costruiti diversi ponti in legno, portati via dalle alluvioni che si susseguirono; i lavori per la realizzazione di un ponte in cemento armato non sono mai stati conclusi. La parte abitata della borgata è al riparo dalle piene del Po in quanto sorge su un'altura.

#### Cascina Cascinetta
La Cascina Cascinetta (La Cassinëtta in piemontese) si trova in mezzo alle campagne faulesi, tra le regioni Margaria e Capalla, anch'essa ai confini con il comune di Moretta in direzione sud-ovest.

#### Altre località
Oltre agli agglomerati, sono presenti case sparse nelle località Braidette, Chiabotti del Coccio, Cittadella, Crava e Po Secco.

## Infrastrutture e trasporti

### Strade
La strada principale di Faule è l'antica via Maestra, che a seconda del tratto assume il nome di via Moretta, via Severino Casana e via Polonghera. Altre strade secondarie importanti sono via San Marco, via Monera, via Olmi e Via Pancalieri

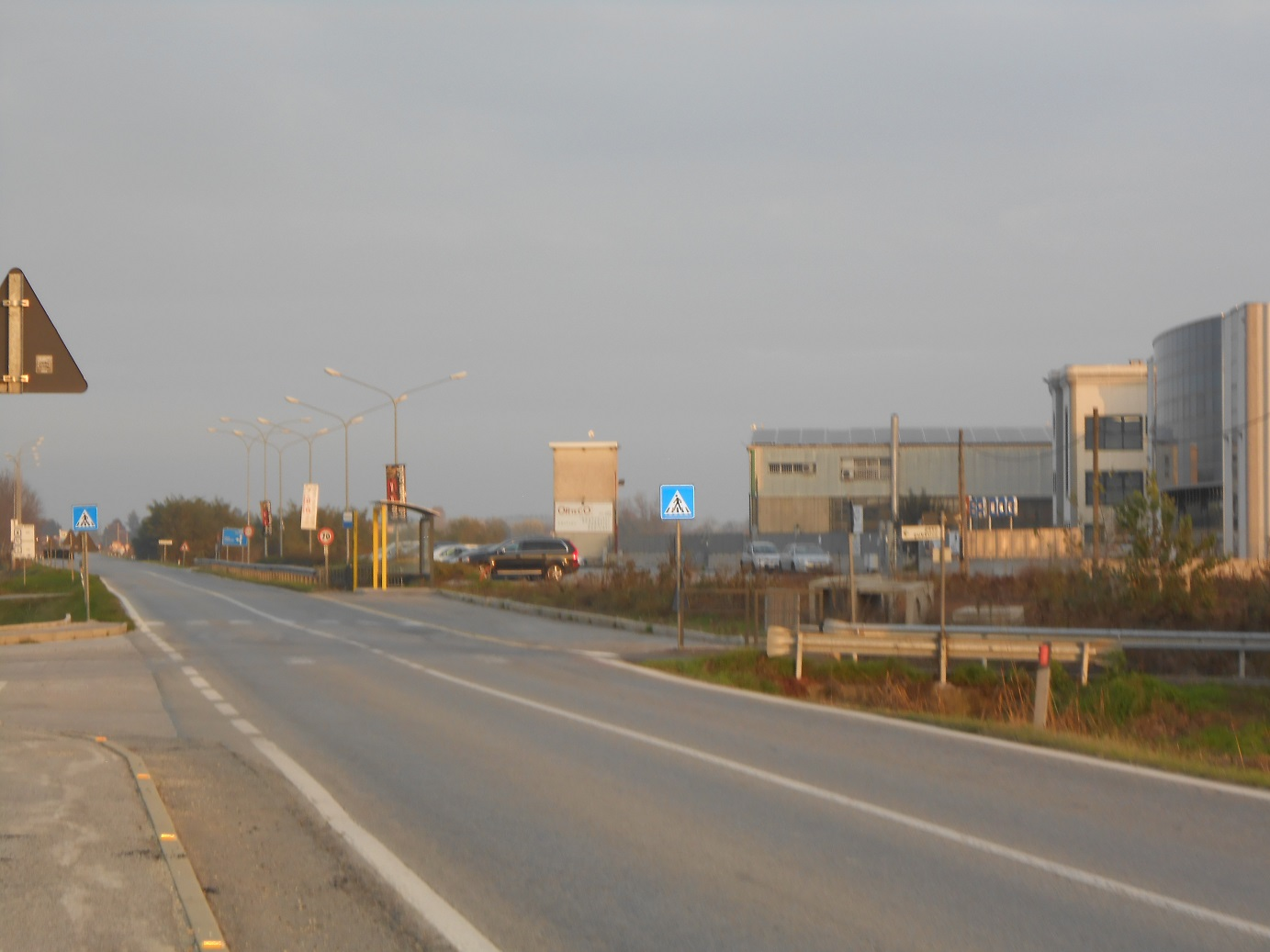
Zona industriale sulla circonvallazione di Faule di Viale dell'Artigianato (I Capanun o l'Orteco)

Prima del secondo conflitto mondiale, l'allora comune di Polonghera, per evitare il transito degli autocarri nel centro nei due paesi, fece deviare la strada statale con un'unica circonvallazione. Nel 1997 entrò in vigore il divieto di attraversamento di mezzi pesanti nel centro di Polonghera, per cui nel 2003 venne costruita la bretella est, cosiddetta "Via Saluzzo", in regione Vraittine di Faul.

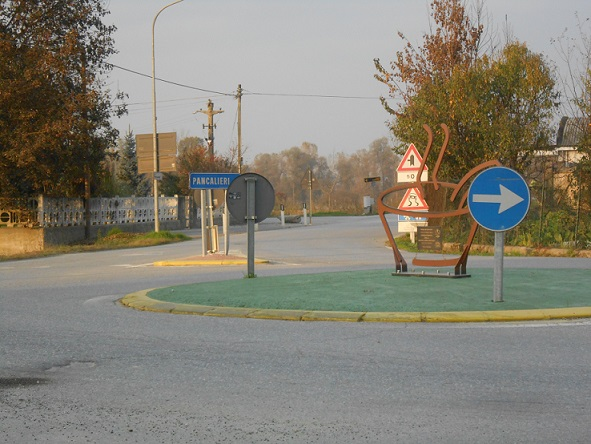
Caratteristica Rotonda a nord di Faule col Fujot della Bagna Caoda per andare a Pancalieri (La Rutunda)

Oltre alla SP663, che lo collega al Saluzzese e capoluogo di regione, Faule è toccato anche dalla SP207 (che diventa SP149 nel momento in cui entra nella Città metropolitana di Torino) ed è collegato a Pinerolo attraverso la SP129. 
Il ponte sul fiume Po che porta a Pancalieri è noto come Ponte di Faule.

### Piste ciclabili
Dal novembre 2016 Faule è collegata a Polonghera da una pista ciclabile.

### Mobilità urbana
Faule è collegata tramite autobus a Saluzzo e Torino (con l'omonima linea) e a Savigliano (attraverso la linea Pancalieri-Savigliano, attiva solo nei giorni scolastici).

### Tramvia Saluzzo-Torino
Tra il 1881 e il 1950 Faule fu servita da una stazione lungo la tranvia Torino-Saluzzo, il cui sedime affiancava la strada provinciale 663. Sul sito della vecchia stazione un apposito odonimo la ricorda.

## Amministrazione
Cronologia delle amministrazioni dal secondo dopoguerra

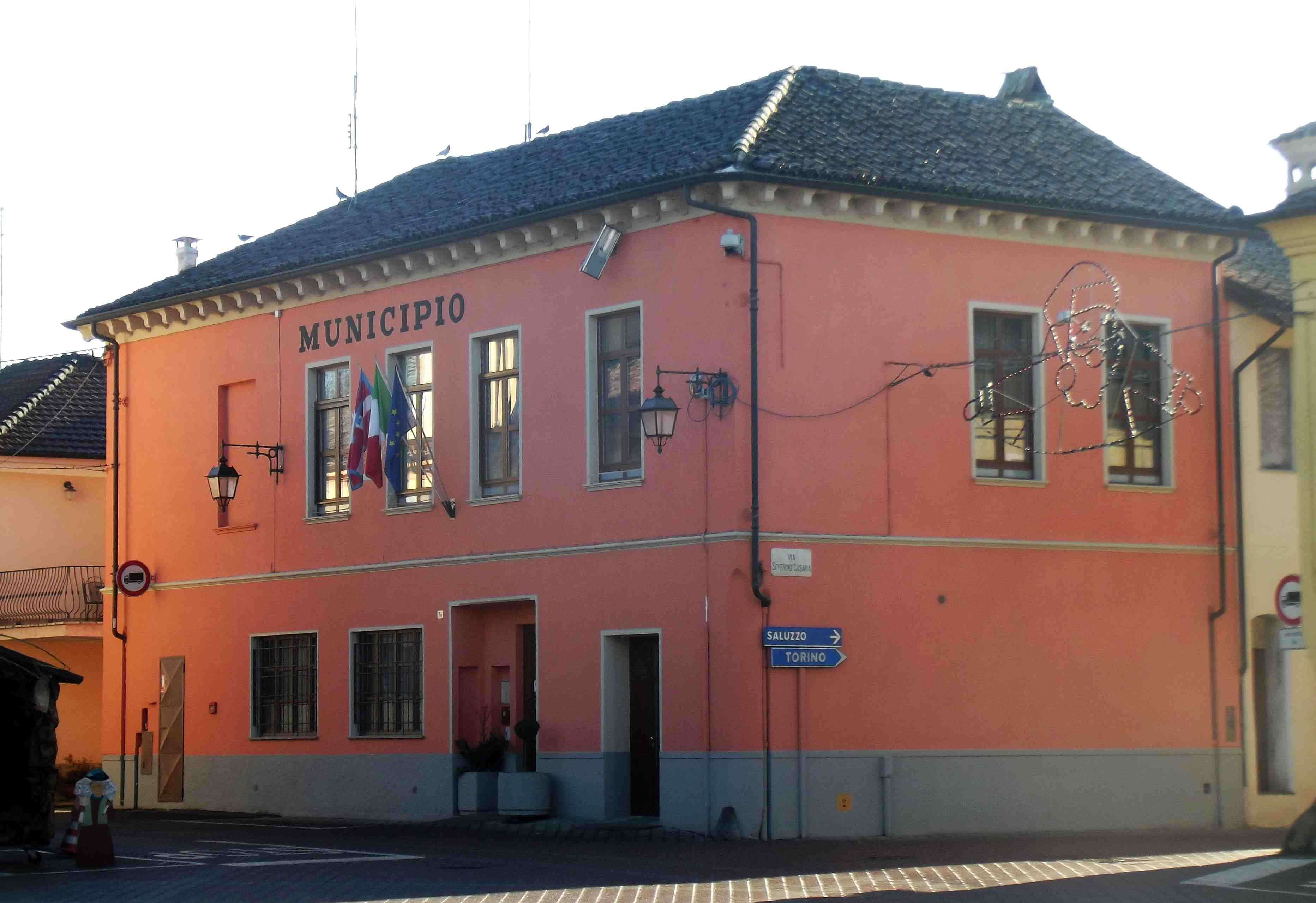
Il municipio (ël Comun o ël Municipiu)

| Periodo | Periodo | Primo cittadino    | Partito                          | Carica  | Note   |
| ------- | ------- | ------------------ | -------------------------------- | ------- | ------ |
| 1947    | 1956    | Francesco Borello  | Lista civica                     | Sindaco |        |
| 1956    | 1975    | Giuseppe Chiattone | Lista civica                     | Sindaco |        |
| 1975    | 1990    | Francesco Alemanno | Lista civica                     | Sindaco |        |
| 1990    | 2004    | Giovanni Gatti     | Lista civica "Stretta di mano"   | Sindaco | [ 20 ] |
| 2004    | 2009    | Giovanni Alemanno  | Lista civica "Stretta di mano"   | Sindaco | [ 21 ] |
| 2009    |         | Giuseppe Scarafia  | Lista civica "Insieme per Faule" | Sindaco | [ 22 ] |

### Gemellaggi
- Humberto 1º (Provincia di Santa Fe), dal 14 giugno 1997

Il gemellaggio (avviato nel 1996 con la creazione del comitato promotore) è stato celebrato sia con scambi di visite tra le rispettive cittadinanze, sia con intitolazioni odonomastiche: a Faule è stata creata "piazzetta Humberto 1º", mentre nel borgo argentino è stata inaugurata "Plazoleta Faule".

### Altre informazioni amministrative
Il comune aderisce all'unione dei comuni "Felici di Essere Piccoli - Provincia di Cuneo", di cui fanno anche parte Casalgrasso, Cavallerleone, Monasterolo di Savigliano, Murello, Polonghera, Ruffia e Villanova Solaro.